# Maurice Bloch
Maurice Bloch (ur. 1939) – brytyjski antropolog społeczny, urodzony we francuskim Caen. 

## Życiorys
Studiował w London School of Economics oraz na Cambridge University. Doktorat obronił w roku 1967. Jest profesorem w London School of Economics. Zainteresowania: religia, pokrewieństwo, ekonomia, polityka, język.
Badania terenowe prowadzi całe życie na Madagaskarze w dwóch różnych miejscach: w regionie Imerina znajdującym się w centrum wyspy, który zamieszkują chłopi oraz w południowo-wschodniej części wyspy porośniętej lasem, który zamieszkują Zafimaniryjczycy, należący do grupy etnicznej Betsileo.
W twórczości Blocha daje się wydzielić trzy okresy, które charakteryzuje fascynacja trzema różnymi orientacjami antropologicznymi: funkcjonalizm strukturalny, neomarksizm, wreszcie współczesna antropologia kognitywna.

## Książki
funkcjonalizm strukturalny
- 1971 Placing the Dead: Tombs, Ancestral Villages, and Kinship Organization in Madagascar, London: Seminar Press
- 1975 Political Language, Oratory and Traditional Society, (red.) London: Academic Press.

antropologia marksistowska
- 1975 Marxist Analyses and Social Anthropology (red.), A.S.A. Studies. London: Malaby Press.
- 1982 Death and the Regeneration of Life (red. z Jonathan Parry), Cambridge: CUP.
- 1983 Marxism and Anthropology: The History of a Relationship, Oxford: Clarendon.
- 1986 From Blessing to Violence: History and Ideology in the Circumcision Ritual of the Merina of Madagascar, Cambridge: CUP.
- 1989 Money and the Morality of Exchange (red. z Jonathan Parry) Cambridge: CUP.

współczesna antropologia kognitywna
- 1992 Prey into Hunter: The Politics of Religious Experience, Cambridge: CUP
- 1998 How We Think They Think: Anthropological Studies in Cognition, Memory and Literacy. Boulder: Westview Press.
- 2005 Essays in the Transmission of Culture. Berg: London.
- 2012 Anthropology and the Cognitive Challenge. Cambridge: CUP.

## Publikacje po polsku
- (z Jonathan Parry) Pieniądz i moralność wymiany, w: Badanie kultury 2003, s. 219 – 248